# Siár Birodalmi Gárda
A Siár Birodalmi Gárda egy kitalált csapat, mely szuperképességekkel rendelkező földkívüli lényekből áll, akik a Siár Birodalom uralkodójának a szolgálatában állnak. A csapatot Chris Claremont író és Dave Cockrum rajzoló alkotta meg. Első megjelenésük az X-Men 107. számában volt.